# Heterochelus escourtianus
Heterochelus escourtianus är en skalbaggsart som beskrevs av Louis Albert Péringuey 1902. Heterochelus escourtianus ingår i släktet Heterochelus och familjen Melolonthidae. Inga underarter finns listade i Catalogue of Life.